# Gustaf Ericsson (folkminnesupptecknare)
Per Gustaf Ericsson, på trakten vanligen kallad ”Käck-Pelle”, född 28 september 1820 på knekttorpet Eriksberg, Härads socken, Södermanland, död 2 februari 1894 i Härads socken, var en svensk smed, metallarbetare, folkminnesupptecknare och dialektupptecknare. Inom folklivsforskningen är han en av Sveriges framgångsrikaste upptecknare.

## Biografi
Gustaf Ericsson var son till indelte soldaten Eric Käck. Han hade läshuvud; präst och sockenbor bekostade att han gick i Strängnäs apologistskola 1832—34. Fattigdom tvingade honom av avbryta skolgången. Han kom i guldsmedslära i Strängnäs, men sattes att arbeta med oädla metaller, och blev kringvandrande metallarbetare. Han levde och verkade sedan i hembygden resten av sitt liv.
Han övertog 1845 föräldrarnas torp i Härads socken. Han hade åtta barn med hustrun Anna Helena Andersdotter från Västergötland. Hustrun dog 1877 och han lämnades ensam att sörja för åtta barn. Sedan deras stuga brunnit 1883 tvingades de söka hjälp hos sina grannar. Fram till kort före sin död fortsatte dock Per Gustaf Ericsson med sitt uppteckningsarbete.
Han kallade sig ”metallarbetare”, men var inte anställd i ett industriföretag, utan vandrade mellan gårdar för arbete, vid sidan av jordbruksarbetet på torpet.

## Folklivsforskning
Gustaf Ericsson hade inte mycket formell utbildning. På 1850‑talet läste han om tidens nationalromantiska intresse för fornlämningar, och började skriva ner sådan information om sin hembygd. Bildandet av Närkes fornminnesförening 1856 kan ha ökat hans intresse för kulturarvet. När Södermanlands fornminnesförening grundades år 1860 blev han 1860 eller 1861 ombud för Fogdö, Helgarö, Vansö, Barva och Länna socknar, förutom hemsocknen Härad. I detta område arbetade han sedan i fram mot slutet av 1880‑talet med uppteckningar och insamlingar, ibland även i andra socknar som Dunkers socken
Hans intresse breddades till folklivsforskningens hela område: fasta föremål som byggnader, redskap, kläder och andra lösa föremål, arbetsmetoder, seder, folktro, folkdiktning (bland annat visor och trollformler), lekar med mera. Han kom i kontakt med tidens folklivsforskande  akademiker och ståndspersoner. Under en resa till Uppsala 1875 besökte han Artur Hazelius, ett möte som kom att leda till att han engagerades som uppköpare för Nordiska museet. Han inledde även brevväxling med Bror Emil Hildebrand och insände material till Kungliga Vitterhets Historie och Antikvitets Akademien. Någon större ekonomisk ersättning för sitt arbete erhöll han dock inte.
Som allmogeman hade han fördelen att känna materialet från sitt eget liv, och att kunna få bygdefolkets förtroende; bland annat fick han ihop en särskilt märklig samling svartkonstböcker.
På 1860‑talet började han med dialektordsuppteckning. När han 1965 kommit till bokstaven G överlämnades manuskriptet till dialketordboken till fornminnesföreningen. Från 1877 till 1884 publicerades hans forskningar i Bidrag till Södermanlands äldre kulturhistoria.
Det mesta av Gustaf Ericssons uppteckningar förvaras i Uppsala av Institutet för språk och folkminnen. De omfattar 5 624 sidor i folioformat, 530 sidor i kvarto och c:a 2 000 sidor i oktavo. Ur det rika materialet har fem tryckta böcker sammanställts 1989—1994. Före dess utgavs blott mindre delar av hans uppteckningar i Bidrag till Södermanlands äldre kulturhistoria, förutom att uppteckningarna nyttjades av andra forskare, som Emanuel Linderholm i dennes arbete med signelser och besvärjelser.